# Palaeorhiza falcifera
Palaeorhiza falcifera är en biart som beskrevs av Hirashima och Maurits Anne Lieftinck 1983. Palaeorhiza falcifera ingår i släktet Palaeorhiza och familjen korttungebin. Inga underarter finns listade i Catalogue of Life.